# Imperator totius Hispaniae

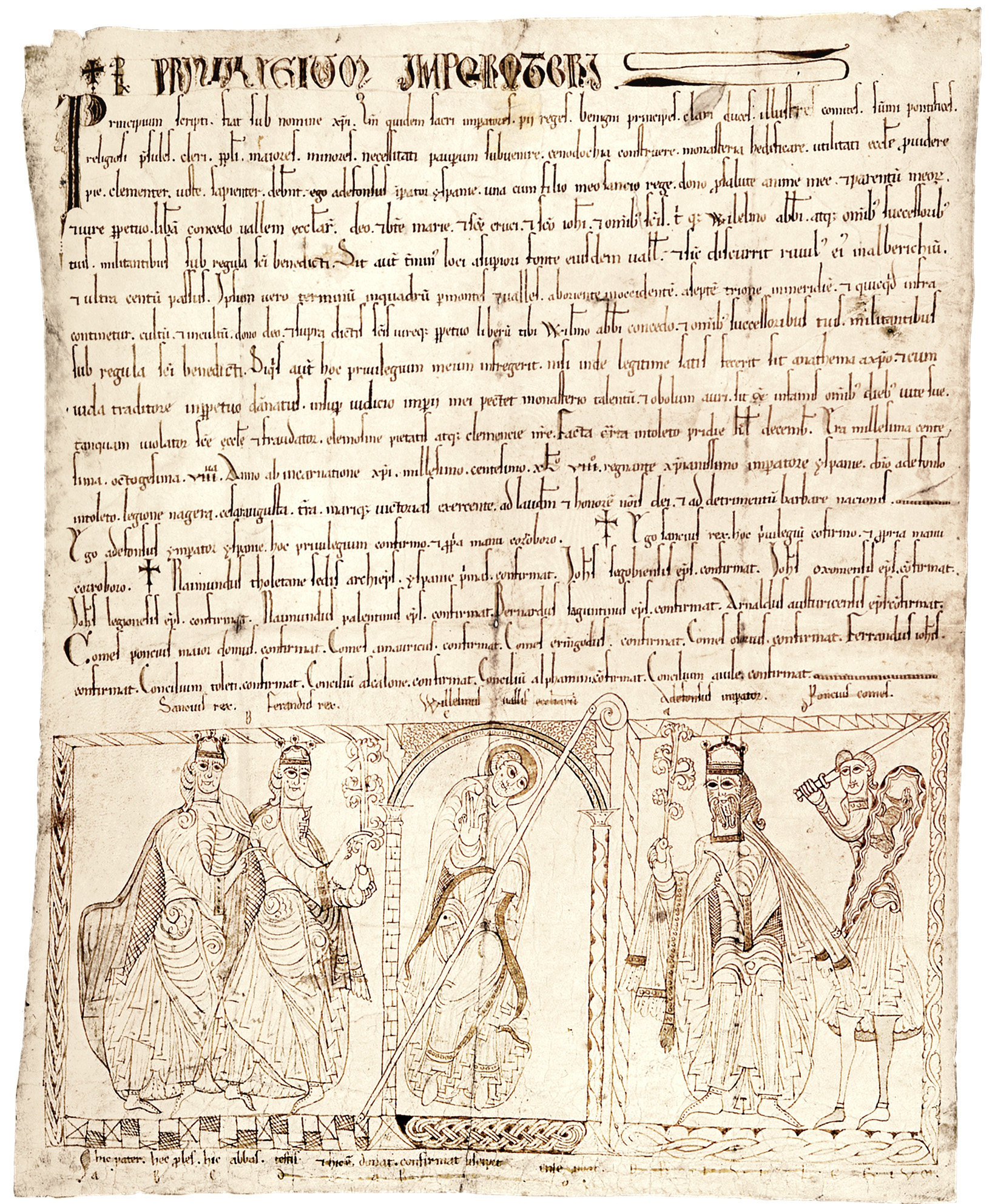
Un Privilegium imperatoris (privilegio imperiale), come recita in cima, emesso dall'imperatore Alfonso VII di León che concede la terra a un certo abate William (in basso, al centro) per la fondazione di un monastero benedettino. Dietro Alfonso (a destra) c'è il suo maggiordomo, il conte Ponce Giraldo de Cabrera, con una spada e uno scudo. In basso a sinistra ci sono i figli di Alfonso Sancho e Ferdinando.

Imperator totius Hispaniae fu un titolo latino, utilizzato principalmente dai re di Castiglia e León, ma utilizzato anche durante il Regno di Navarra ed impiegato da un Conte di Castiglia. Esso significa "imperatore di tutta la Spagna".
Durante il Medioevo, in Spagna il titolo "imperatore"  fu usato in numerose circostanze dal IX secolo in poi. Il suo utilizzo, tuttavia, raggiunse il picco, come titolo formale e pratico, tra il 1086 e d il 1157. Il titolo ha elevato l'uguaglianza del re spettante questo con i sovrani dell'Impero bizantino e del Sacro Romano Impero. L'uso di questo titolo ricevette scarso riconoscimento al di fuori della Spagna ed era diventato in gran parte dimenticato dal XIII secolo.
L'analogo titolo femminile, Imperatrix totius Hispaniae, fu usato meno frequentemente per le consorti degli imperatori. Infatti solo una regina in carica, Urraca, ebbe occasione di usarlo, ma lo fece con parsimonia.